# Вогонь чи лід
«Вогонь чи лід (Все не те)» — пісня української поп-співачки Руслани, написана Олександром Ксенофонтовим (її чоловіком) та самою Русланою. Пісня стала третім синглом (другим радіо-синглом) з її випущеного в березні 2008 року альбому Амазонка.

## Музичне відео
Відео-кліп на пісню «Вогонь чи лід» було завершено та показано 2 листопада 2008 року. 1 хвилина тизеру була показана в Ютубі (YouTube) в середині вересня.
Станом на лютий 2019 року відео має близько 200 тисяч переглядів на YouTube. [Архівовано 11 грудня 2020 у Wayback Machine.]

## Хіт-паради
| Чарт                    | Найвища позиція |
| ----------------------- | --------------- |
| Ukrainian Top 20        | 2               |
| Ukrainian Airplay Chart | 6               |